# مساعد رقمي شخصي

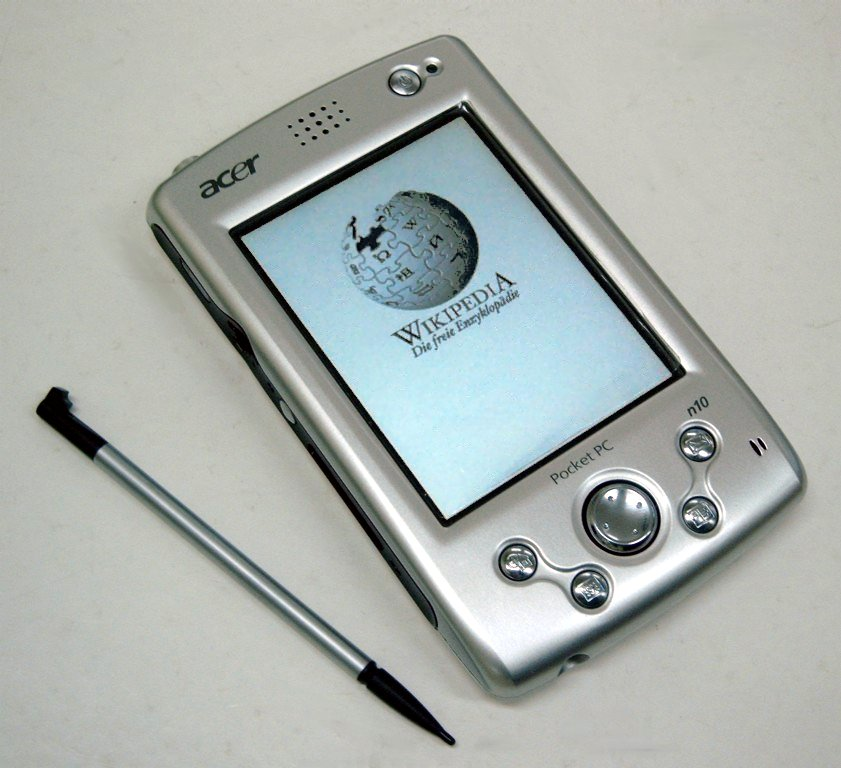
مساعد رقمي شخصي من نوع Acer

المساعد الرقمي الشخصي (بالإنجليزية: Personal digital assistant)‏ أو أختصارا (PDA) هو حاسب صغير، يمكن أن يستخدم كهاتف محمول ومتصفح ويب ولعمل التقارير والجداول الإلكترونية، وهو في الغالب يعمل بتكنولوجيا شاشة اللمس.